# Lough Derg (Shannon)
Lough Derg, historisk Lough Dergart (irsk Loch Deirgeirt), er en ferskvandssø på floden Shannon i Irland: Det er den tredjestørste på øen Irland efter Lough Neagh og Lough Corrib.
Det er en lang, smal sø med kyster i de tre counties Clare (sydvest), Galway (nordvest) og Tipperary (mod øst). Det er den sydligste af de tre store søer på floden Shannon, hvor de to andre er Lough Ree og Lough Allen.
Byer og landsbyer langs søens bred inkluderer Portumna, Killaloe & Ballina, Dromineer, Terryglass, Mountshannon og Garrykennedy.
Søens navn kommer fra det irske Loch Deirgdheirc. Dete var et af den irske gud Dagdas navn, der bogstaveligt betyder "rødt øje".